# Ulrich Wickert (Theologe)
Ulrich Wickert (* 4. Februar 1927 in Berlin; † 7. Januar 2009 in Stahnsdorf) war ein deutscher evangelischer Kirchenhistoriker.

## Leben
Der Sohn des Althistorikers Lothar Wickert und Bruder des Bibliothekars Konrad Wickert studierte an der Staatlichen Hochschule für Musik in Frankfurt am Main Violine, an der Universität Frankfurt am Main Klassische Philologie und an der Universität Tübingen Theologie. Er promovierte zum Dr. theol. und lehrte ab 1957 an der Universität Tübingen, ab 1964 als Dozent, ab 1967 als ordentlicher Professor. Hier war er mit seinen Kollegen Otto Michel und Peter Beyerhaus an der Gründung des Albrecht-Bengel-Hauses beteiligt. Ab 1973 war er Professor für Kirchengeschichte an der Kirchlichen Hochschule in Westberlin. Von 1978 bis 1980 war er Rektor der Hochschule. Ab 1993 lehrte er an der Humboldt-Universität zu Berlin.

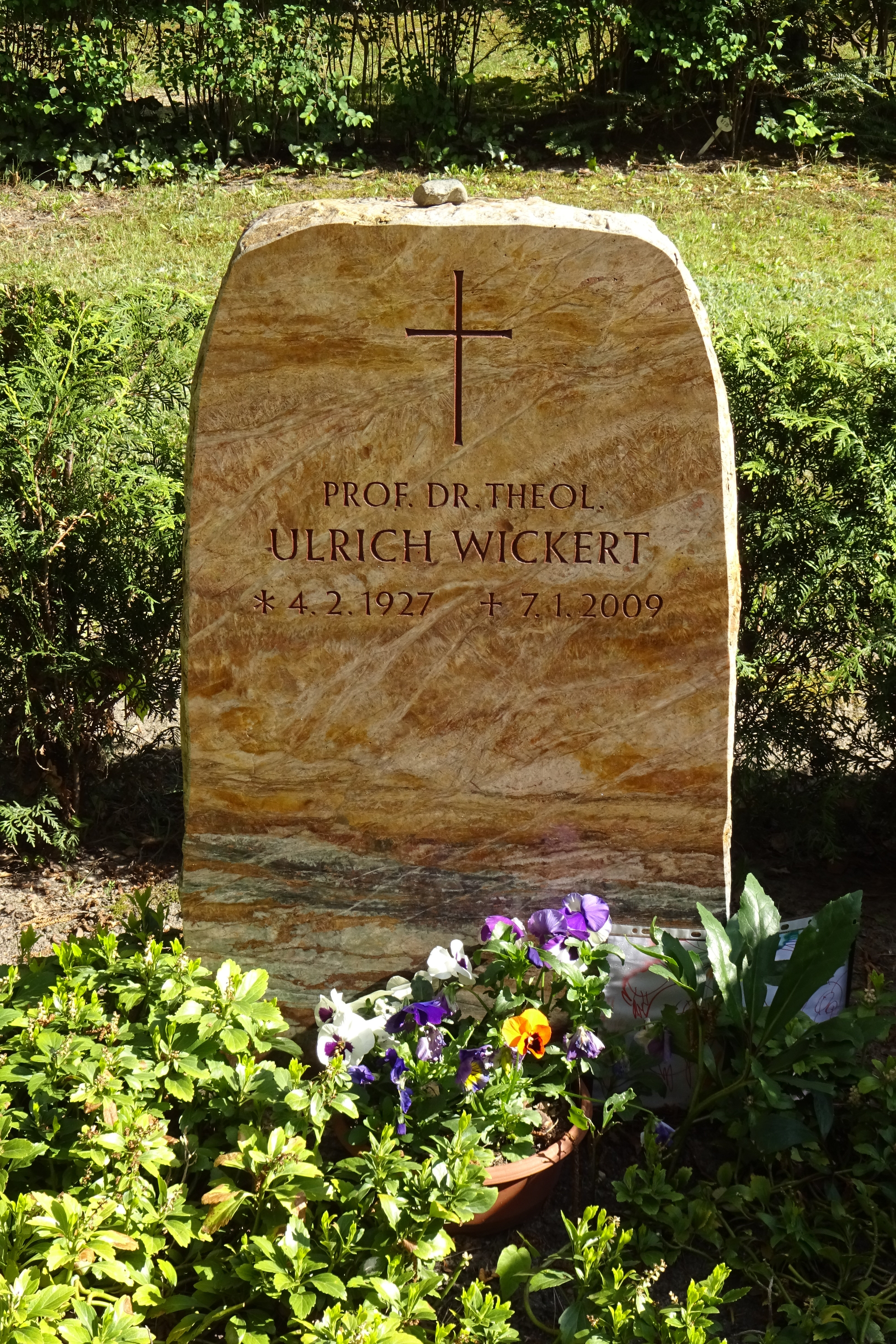
Grabstätte

Ulrich Wickert starb 2009 im Alter von 81 Jahren in Stahnsdorf. Sein Grab befindet sich auf dem Evangelischen Kirchhof Nikolassee in Berlin.

## Wickerts Verhältnis zu seinem katholischen Tübinger Kollegen Joseph Ratzinger [Papst Benedikt XVI.]
In der Widmung seines Buchs über Therese von Lisieux an Joseph Ratzinger beschreibt Wickert im Vorwort sein gutes Verhältnis zu seinem Tübinger Professorenkollegen:

„Von Herzen bin ich dankbar dafür, daß seine Eminenz, Herr Professor Dr. Joseph Cardinal Ratzinger, es mir gestattet hat, ihm diese Versuche aus Anlaß seines 70. Geburtstages am 16. April 1997 nachträglich zu widmen. Als Professor an der Evangelisch-Theologischen Fakultät der Universität Tübingen hatte ich in den 60er Jahren das Glück, in Joseph Ratzinger einen aufgeschlossenen, tiefblickenden, auf andere Konfessionen verständnisvoll achtenden Kollegen zu erleben. Der gemeinsame Widerstand gegen die Feinde des christlichen Glaubens in der Studentenrevolte jener Zeit hat uns enger zusammengeführt. In den seither verstrichenen Jahrzehnten ist mir, wenn ich mit Liebe an die Katholische Kirche dachte, immer auch Joseph Ratzingers Bild vor Augen getreten. Daß ich Seiner Eminenz in Respekt und Ehrerbietung nicht eine Arbeit aus meinem engeren patristischen Fachgebiet, sondern diese Theresiana dediziere, das ist zugleich auch ein Bekenntnis zu meiner eigenen, wiewohl immer noch „evangelischen“ Verwurzelung im Katholizismus. Denn nicht von ungefähr bin ich an die Beschäftigung mit der heiligen Theresia vom Kinde Jesus und vom Heiligsten Antlitz geraten. Als ich mich während meiner Tübinger Jahre eine Zeitlang innerlich in einer ausweglosen Situation befand, ist mir aus Thereses Schriften wunderbare Hilfe erwachsen. Es widerfuhr mir, was ich später auf die Formel brachte: Therese macht den Menschen klein, und sie bringt ihn nach Hause. Als evangelischer Christ habe ich diese heilende Erfahrung machen dürfen. Von daher belebte sich neu meine Hoffnung auf Einheit der Christen in Liebe und Wahrheit: Und auch das schwingt mit, wenn ich mit dieser Publikation für seine Eminenz so dankbare wie herzliche Glück- und Segenswünsche verbinde.
Berlin, am 11. Juni 1997, dem Jahrestag des Selbstopfers Thereses an die Barmherzige Liebe, Ulrich Wickert.“

## Schriften (Auswahl)
- Studien zu den Pauluskommentaren Theodors von Mopsuestia. Als Beitrag zum Verständnis der antiochenischen Theologie (= Beihefte zur Zeitschrift für die neutestamentliche Wissenschaft. Band 27). Töpelmann, Berlin 1962, OCLC 978145106 (zugleich Dissertation, Tübingen 1957).
- Sacramentum unitatis. Ein Beitrag zum Verständnis der Kirche bei Cyprian. De Gruyter, Berlin / New York 1971, ISBN 3-11-002424-1 (= Beihefte zur Zeitschrift für die neutestamentliche Wissenschaft, Band 41; zugleich Habilitationsschrift, Tübingen 1964).
- Ein evangelischer Theologe schreibt über Maria. Morus-Verlag, Berlin 1979, ISBN 3-87554-186-3.
- Einheit in der Vielfalt. Die Rekapitulation der Kirchengeschichte im Mysterium Marianum. Saur, München 1989, ISBN 3-597-30067-7 (= Eichstätter Hochschulreden, Band 67).
- Marianische Perspektive. Christliches In-der-Welt-Sein aus europäischer Sicht. Patris-Verlag, Vallendar-Schönstatt 1991, ISBN 3-87620-153-5.
- Leben aus Liebe. Therese von Lisieux. Gesammelte Aufsätze. Patris-Verlag, Vallendar-Schönstatt 1997, ISBN 3-87620-206-X.
- Das Ganze der Welt für Gott entflammen. Mit Therese von Lisieux auf dem Wege zur Einheit. Patris-Verlag, Vallendar-Schönstatt 2000, ISBN 3-87620-221-3.
- Die dreifältige Mutterschaft Mariens. Patris-Verlag, Vallendar-Schönstatt 2007, ISBN 978-3-87620-302-7.
- Heller als die Sonne. Ein Stationenweg. Autobiographische Notizen. Patris-Verlag, Vallendar-Schönstatt 2009, ISBN 978-3-87620-337-9.